# Aleksandr Kononow
Aleksandr Fiodorowicz Kononow (ros. Александр Фёдорович Кононов, ur. 12 września 1925 w miejscowości Wisino-Utkinsk w obwodzie swierdłowskim, zm. 29 listopada 2006 w Niżnym Tagile) – radziecki wojskowy, Bohater Związku Radzieckiego (1945).

## Życiorys
Urodził się w rodzinie robotniczej. Skończył 4 klasy, pracował m.in. jako pomocnik traktorzysty i traktorzysta, od czerwca 1943 służył w Armii Czerwonej w Swierdłowsku i Niżnym Tagile, w grudniu 1943 został skierowany na front. Od stycznia 1944 walczył w wojnie z Niemcami na 2 Front Ukraiński, później 2 Białoruskim, brał udział w operacji korsuń-szewczenkowskiej, humańsko-botoszańskiej, brzesko-lubelskiej, warszawsko-poznańskiej, pomorskiej i berlińskiej, w wyzwalaniu Lublina, Dęblina, Magnuszewa i Warszawy, 15-16 stycznia 1945 walcząc w składzie 47 Gwardyjskiej Brygady Pancernej 9 Gwardyjskiego Korpusu Pancernego 2 Gwardyjskiej Armii Pancernej 1 Frontu Białoruskiego w stopniu starszego sierżanta wyróżnił się podczas walk o Grójec i Żyrardów. Po wojnie służył w Grupie Wojsk Radzieckich w Niemczech, w 1947 został członkiem WKP(b), w czerwcu 1950 w stopniu starszyny został zdemobilizowany. 3 sierpnia 1995 otrzymał honorowe obywatelstwo Niżnego Tagiłu.

## Odznaczenia
- Złota Gwiazda Bohatera Związku Radzieckiego (27 lutego 1945)
- Order Lenina (27 lutego 1945)
- Order Rewolucji Październikowej (1977)
- Order Wojny Ojczyźnianej I klasy (dwukrotnie)
- Order Czerwonej Gwiazdy (1944)
- Medal „Za zwycięstwo nad Niemcami w Wielkiej Wojnie Ojczyźnianej 1941–1945”
- Medal „Za wyzwolenie Warszawy”
- Medal „Za zdobycie Berlina”
- Medal za Warszawę 1939–1945 (Polska Ludowa)
- Medal „Zasłużonym na Polu Chwały” (Polska Ludowa)

I inne.